# Шербаші
Шербаші́ (рос. Шербаши, чув. Шарпаш) — присілок у Чувашії Російської Федерації, у складі Чуманкасинського сільського поселення Моргауського району.
Населення — 191 особа (2010; 202 в 2002, 251 в 1979; 483 в 1939, 378 в 1926, 342 в 1906, 226 в 1858). Національний склад — чуваші, росіяни.

## Історія
Історична назва — Токшихова-Шербаші. До 1866 року селяни мали статус державних, займались землеробством, тваринництвом, ковальством, виготовленням жерстяних виробів та одягу. 1884 року відкрито парафіяльну школу. 1929 року утворено колгосп «Іскра». До 1927 року присілок перебував у складі Тораєвської волості Ядрінського повіту. 1927 року присілок переданий до складу Татаркасинського, 16 січня 1939 року — до складу Сундирського, 17 березня 1939 року — до складу Совєтського, 1944 року — до складу Моргауського, 1959 року — повернуто до складу Сундирського, 1962 року — до складу Ядрінського, 1963 року — до складу Чебоксарського, 1964 року — повернутий до складу Моргауського району.

## Господарство
У присілку діє магазин.